# Kickapoo Site 2
Kickapoo Site 2 – jednostka osadnicza w Stanach Zjednoczonych, w stanie Kansas, w hrabstwie Brown.